# Џон Браун III
Џон Браун III (енгл. John Brown III; Џексонвил, Флорида, 28. јануар 1992) амерички је кошаркаш. Игра на позицији крилног центра.

## Професионална каријера
Дана 12. августа 2016. године, Браун је потписао свој први професионални уговор са Виртус Ромом из италијанске друге лиге (Серије А2). НА 34 меча током сезоне 2016/17, имао је просек од 19,9 поена, 8,1 скок, 1,8 асистенцију и 1,9 украдене лопте по мечу. Дана 28. јула 2017. године потписао је за Универсо Тревизо из италијанске Серије А2. У 39 меча током сезоне 2017/18, имао је просек од 16,9 поена, 6,6 скокова, 1,2 асистенције и 1,4 украдене лопте по мечу.
Дана 18. јула 2018. године потписао је за Бриндизи из италијанске Серије А. На 33 меча током сезоне 2018/19, имао је просек од 14,3 поена, 6,4 скока и 1,5 асистенције по мечу. Дана 16. јула 2019. године продужио је уговор са Бриндизијем. На 21 мечу у лиги, имао је просек од 11,8 поена, 6,1 скока, 1,4 асистенције и 1,9 украдене лопте по мечу. Такође, у 13 мечева Еврокупа имао је просек од 11,6 поена, 4,9 скокова, 1,2 асистенције и 1,5 украдених лопти по мечу.
Дана 9. јула 2020. године потписао је за руски тим УНИКС Казањ из ВТБ јунајтед лиге. На 31 мечу у ВТБ лиги, имао је просек од 9,5 поена, 5,5 скокова, 1,6 асистенције и 2,2 украдене лопте по мечу. На 24 меча Еврокупа имао је просек од 10,8 поена, 6,3 скока, 1,2 асистенције и 1,9 украдених лопти по мечу. Уврштен је у други идеални тим Еврокупа а добио је и награду за најбољег дефанзивног играча у ВТБ јунајтед лиги. Дана 28. јуна 2021. године продужио је уговор са УНИКС-ом на још две године. У фебруару 2022. године, поставио је рекорд Евролиге по украденим лоптама у једној сезони, достигнувши 66 украдених лопти и прекидавши рекорд Мануа Ђинобилија из 2001. године. Касније током истог месеца, искористио је своје право да напусти земљу након руске инвазије на Украјину.
Дана 11. априла 2022. године потписао је за италијанског прволигаша Брешу. У седам мечева на крају сезоне 2021/22, имао је просек од 9,3 поена, 5,6 скокова, 1,6 асистенције и 2,1 украдене лопте по мечу.
Дана 26. маја 2022. године потписао је трогодишњи уговор са Монаком. Са Монаком је у сезони 2022/23. стигао до фајнал-фора Евролиге на ком су завршили као трећи победом против Барселоне. У наредној 2023/24. сезони Браун је добио награду за најбољег дефанзивног играча француске Про А лиге. Са Монаком је два пута био првак Француске (2022. и 2023). По завршетку такмичарске 2023/24. напустио је клуб.
Дана 9. децембра 2024. године потписао је уговор са београдском Црвеном звездом.

## Успеси

### Клупски
- Монако:
  - Првенство Француске (2): 2022/23, 2023/24.
  - Куп Француске (1): 2023.

### Појединачни
- Идеални тим Еврокупа — друга постава (1): 2020/21.